# Augochlora labrosa
Augochlora labrosa är en biart som först beskrevs av Thomas Say 1837.  Augochlora labrosa ingår i släktet Augochlora och familjen vägbin. Inga underarter finns listade.